# José Puyet
José Puyet Padilla (* 22. April 1922 in Málaga; † 28. August 2004 in Madrid) war ein spanischer moderner Maler, der im impressionistischen Stil malte. Seine Popularität reicht weit über Spanien und die Vereinigten Staaten hinaus.

## Kindheit
Puyet wurde in Málaga, Spanien geboren. Er war das Enkelkind des Lehrers José Padilla, einem spanischen Künstler, der im neunzehnten Jahrhundert zu malen begann. Puyet lernte zu malen, indem er seinen Großvater beobachtete. Mit acht Jahren begann er mit Pinsel und Ölfarben zu malen. Mit zwanzig trat Puyet ins spanische Militär ein, um am Zweiten Weltkrieg teilzunehmen. Er wurde zur Exklave Melilla entsandt. In dieser Zeit vertiefte er seine Studien von Personen und Stimmungen. Seine Vorgesetzten, die sein Talent erkannten, erließen ihm des Öfteren den Wachdienst, damit er die Familien der Kommandeure malen konnte.

## Karriere
Nach seiner Rückkehr nach Málaga versuchte sich Puyet als freier Künstler durchzuschlagen. Er zog nach Madrid, wo es im zunächst schwer fiel, seinen Lebensunterhalt zu verdienen. Des Öfteren wohnte er bei Lastwagenfahrern oder wo auch immer man es im erlaubte. Er kaufte sich mit dem wenigen Geld, das er hatte sein Malzeug und malte Menschen bei der Arbeit. Weiterhin wurde er bisweilen beauftragt, Krypten und Mausoleen zu bemalen. Weiterhin bemalte er Verpackungen von Parfüms und Cremes.
Schließlich gewann Puyet durch seine Gemälde ein beachtliches Ansehen. Seine erste Ausstellung wurde in Carrera de San Jerónimo de Madrid gezeigt. Die Ausstellung war erfolgreich und führte zu 42 weiteren Ausstellungen, bevor Carrera de San Jerónimo de Madrid schließlich geschlossen wurde. Puyet stellte außerdem in Barcelona, Valencia, Málaga, San Francisco, New York, Montreal, Miami, Monterrey, San Mateo, Houston, Boston, Hamburg, Berlin, München und Mailand aus.
Seit 1984 wird Puyet im Who's Who der Kunst aufgezählt. 1988 wurde er Mitglied der Real Academy of Fine Art of San Telmo in Málaga.

## Erbe
Heute werden seine Gemälde von Familien aus dem Haus Álvarez de Toledo und den Grimaldis gekauft. Plácido Domingo besitzt eine beträchtliche Sammlung von Puyets Gemälden.
Puyet starb am 28. August 2004 82-jährig in Madrid an einer Hirnblutung.